# 小行星1352
小行星1352（1352 Wawel）是一颗围绕太阳公转的小行星。1935年2月3日，西維恩·阿蘭德在于克勒发现了此天体。
該小行星以位於波蘭克拉科夫的瓦維爾城堡命名。
这颗小行星的绝对星等为213.3158994568021等。